# 王德源
王 德源（おう とくげん、拼音: Wong Tak Yuen、1997年9月4日 - ）は、香港本土派で民主主義擁護派の政治家である。屯門社区網絡に所属している。屯門区区議会良景選挙区議員。

## 経歴
2016年良景ホーカー紛争事件、当時領展外部委託されたマネージャーは、市場で調理された屋台との良景ホーカーの「競合ビジネス」に不満があると疑われたため、トライアドの背景が疑われる「マネージャー」を送ったメンバー」は、ホーカーを追い払うために。王氏とその他の屯門社区網絡のメンバーは、旧正月の初日（2月8日）と旧正月の3日目（2月10日）に梁京に行き、魚団子を食べるのように呼びかけまし、ホーカーが話します。
2018年4月、王氏なる屯門社区網絡スポークスマン。
2018年6月に、良景オーナーズコーポレーションは突然ロビープロジェクトの維持を提案しました。ロビーの維持費は2,500万から3,800万と高額でした。囲標（入札談合）に質問され、所有者の権利に深刻な損害を与えました。親中派の区議員程志紅と事件についての表現はなく、当局と実業家の間の共謀は疑問視された。王氏は、空高くのプロジェクトの不合理な側面を説明するためにチラシと家庭訪問を配布し、民事省に法的助言を求め、その後、住宅省にプロジェクトに最大の所有者として反対するよう求める手紙を書き、ついに1,200人以上の所有者に出席するように呼びかけました オーナーズミーティングは、高得点のプロジェクトの80％を獲得し、タイトルスコアを上回りました。
屯門社区網絡にの推薦を受け、王氏は2019年香港区議会議員選挙に出馬しました、候補地域は良景選挙区。2019年11月24日、では屯門区から立候補し、4,073票(58.62%）を獲得し、熱血公民の鄧文傑そして現職親中派の程志紅を破り初当選を果たす。